# 3faltig
3faltig ist eine österreichisch-deutsche Filmkomödie aus dem Jahr 2010. Der Film erzählt die Geschichte des Heiligen Geistes („Hage“), der die Erde vor der von Jesu Christi („Christl“) im Auftrag des „Papa“ auszuführenden Apokalypse zu retten versucht. Regie führte Harald Sicheritz, die Hauptrollen spielten Christian Tramitz und Matthias Schweighöfer. Der Film wurde in Österreich am 21. Oktober 2010 veröffentlicht, in Deutschland am 17. Februar 2011.

## Handlung
Hage, der Heilige Geist, lebt seit mehr als 2.000 Jahren in Menschengestalt auf der Erde und verkauft Kirchenbedarf (Hostien mit Geschmack, Weihwasserkonzentrat, blutende Madonnen). Am 24. Dezember kommt Hage von der Arbeit nach Hause, wo er mit seiner Haushälterin Frau Holacek zu Abend isst, als es klopft. Vor der Tür steht Christl, Jesus Christus, der Hage die Nachricht überbringt, dass Papa (Gott) für den 31. Dezember die Apokalypse plane. Hage steckt allerdings inmitten der Vorbereitungen für sein Musical „Holy Spirit Megastar“ im Nachtclub „Beverly Hills“ seines Freundes Friedl, welches zu Silvester uraufgeführt werden soll. Da Hage als Teil der Dreifaltigkeit trotzdem kein Vetorecht zugestanden wird, zeigt er Christl, wie schön das Leben sein kann. Dabei lernt Christl die Hauptdarstellerin des Musicals, Mona, kennen. Begeistert von ihr übernimmt Christl bereitwillig eine Rolle im Musical. Nach durchzechter Nacht soll Christl Hage nach Hause fahren und überfährt dabei Mona. Hage will die Tote erst verschwinden lassen, bis ihm einfällt, dass Christl laut Bibel Tote wieder auferstehen lassen kann, so wie er bereits Lazarus wiedererweckte (woran sich Christl nicht erinnern kann).
Friedl lässt allerdings das Verschwinden von Mona – seiner Hauptattraktion – keine Ruhe, sodass er zu Hages Haus fährt. Nach kurzem Gespräch mit Frau Holacek muss diese ihn nach Hause fahren, da er sein Auto im Schnee festgefahren hat. Frau Holacek hilft Friedl in seinem Etablissement und die beiden kommen sich langsam näher. Friedl schickt daraufhin einen Untergebenen, um nach Hage zu suchen. Letzterer hat sein beschädigtes Auto vom ÖAMTC zu einem Hotel schleppen lassen und sich dort einquartiert, damit Christl Mona wiedererwecken kann.
Tags darauf erfährt Friedl im Haus von Hage durch ein Gespräch mit dem ÖAMTC, wo dieser sich aufhält. Hage ist mit Christl in ein Krankenhaus gegangen, wo dieser das Wunder vollbringen soll, Kranke zu heilen. Hage bezahlt dabei eine anwesende Frau, um Christl vorzugaukeln, er könne Wunder wirken. Auf dem Weg zum Hotel sehen die beiden Friedl aus dem selbigen kommen, wo dieser Mona durch Unachtsamkeit vom Balkon in einen Busch katapultiert hat. Friedl nimmt an, Mona getötet zu haben.
Nachdem Christl auf dem Weg zu Hage die Busfahrerin als seine „Patientin“ wiedererkennt, trennen sich ihre Wege und Christl kommt bei Pfarrer Erdinger unter, den er zur Wiedererweckung befragt. Währenddessen verbringen Friedl und Frau Holacek die Nacht gemeinsam und Friedl will sich am Morgen der Polizei wegen Monas Tod stellen. Zuvor erreicht Christl Hages Haus, wo Christl Mona erweckt und diese aus Angst auf die nächste Straße flüchtet und dort von Friedl unabsichtlich erneut überfahren wird. Christl will zusammen mit Hage seinen Papa sprechen, da auch er jetzt gegen die Apokalypse ist. Nachdem beide wiederkommen, erwecken sie vor den Augen von Friedl und Frau Holacek Mona erneut zum Leben. Tags darauf findet die Uraufführung des Musicals statt und im Nachtclub sitzt auch Papa, dem Friedl erzählt, dass er durch die Wiedererweckung von Mona ein neuer Mensch ist. Zur Strafe für die verhinderte Apokalypse wird Hage in eine Taube verwandelt, die Friedl als Taubenhasser erlegt und damit die Apokalypse auslöst.
In der in zehn Tagen neu erschaffenen Welt sind Christl und Mona die ersten Menschen und treffen auf Hage in Menschengestalt.
Mona ist schwanger, es ist bereits das dritte Kind. Sie haben bereits eine Tochter und einen Sohn.
Sie wurde auf den Namen Frau Holacek getauft, der Sohn heißt Friedl, da die Eltern der Meinung sind, dass die beiden im früheren Leben Freunde waren.
Die Kinderstimme aus dem Off, die die Geschichte erzählt, ist die Tochter.

## Hintergrund
- Der Film wurde vom 22. Jänner bis zum 26. Februar 2010 in Bad Ischl, Pürgg-Trautenfels, Ebensee und Potsdam-Babelsberg gedreht.
- 3faltig kam am selben Tag wie der Film Hexe Lilli – Die Reise nach Mandolan, bei dem Harald Sicheritz ebenfalls Regie führte, in die deutschen Kinos (17. Februar 2011).
- Die Schauspieler Michael und Matthias Schweighöfer sind auch im richtigen Leben Vater und Sohn.
- Die Filmkomödie erinnert an Werke wie Das Liebeskonzil von Oskar Panizza (1894) oder Das Gespenst von Herbert Achternbusch, (1982).

## Kritiken
Bei einigen deutschen Kritikern kam der Film nicht gut an. Spiegel Online kritisiert die eher flachen Gags und meint: „Die Witze […] sind so alt, dass sie fast schon wieder Museumwert haben. Nur verständlich, dass man das Werk aus dem Weihnachtsgeschäft gezogen hat.“
In Österreich hingegen schrieb die Kleine Zeitung: „3faltig ist genau das, was man sich davon verspricht: seichtes Popcorn-Kino – nur entgegen dieser [sic!] Erwartungen überraschend lustig.“ In der Kronen Zeitung hieß es: „Zwischen klamaukhaft-seichten Hoppalas und schräger Situationskomik galoppiert hier eine Art Wahnwitz, der den Verdacht des tiefen Inhalierens von halluzinogenen Stoffen nahelegt.“
Der Priester und Moraltheologe Josef Spindelböck erstattete am 3. Jänner 2015 Strafanzeige bei der Oberstaatsanwaltschaft in Wien gegen die mehrfache Aufführung im ORF.

## Auszeichnungen
Für die Tongestaltung erhielten Manfred Banach, Philipp Mosser und Bernhard Maisch 2011 eine Nominierung für den Österreichischen Filmpreis zugesprochen.